# Крицкий, Тимофей Викторович
Тимофей Викторович Крицкий (род. 24 января 1987, Шарыпово) — российский шоссейный велогонщик, выступающий за команду «Team Katusha». Многократно побеждал на престижных молодёжных соревнованиях, но в сентябре 2009 года получил тяжёлый перелом ноги, после которого полностью не восстановился.

## Карьера
На заре карьеры Крицкий успешно выступал в национальных и международных соревнованиях, в 2008 году перешёл в континентальную команду «Катюши». В этом и следующем сезонах он выиграл несколько молодёжных велогонок и гонок UCI Europe Tour второй категории. Заметно прогрессировал, в 21 год Крицкий стал серебряным призёром взрослого чемпионата России в гонке с раздельным стартом. 12 сентября 2009 года, идя вторым в общем зачёте Тур де л'Авенир, он разбился в разделке 8-го этапа. Россиянин получил тяжёлый перелом ноги, в которую вставили металлические штифты. Он вернулся в велогонки только в сентябре 2010 года, до конца сезона ездил в тренировочном темпе. В октябре из ноги Крицкого был извлечён последний штифт, но затем пришлось снова провести ряд операций. В следующем сезоне он опять только набирал форму во второсортных гонках, ему удалось выиграть 2 этапа Тура Болгарии. Крицкий всё же был заявлен в групповую гонку чемпионата мира, где чувствовал себя неважно. В марте 2012 года он сломал ту же ногу на Вуэльте Каталонии.

## Достижения
2008
1-й Букл де л’Артуа
1-й Этап 3
1-й Гран-при Вильгельма Телля
1-й Этап 1
1-й Кубок мэра
1-й Мемориал Олега Дьяченко
1-й Этап 3 Три дня Воклюза
1-й Этап 4 Тур Эльзаса
Чемпионат Европы среди молодёжи
2-й в индивидуальной гонке
3-й в групповой гонке
2009
1-й Пять колец Москвы
1-й в Прологе
1-й Ля Кот Пикард
2-й Тур Бретани
1-й Этап 6
5-й Ми-Аут Бретонн
1-й Этап 2
1-й Этап 6 Тур де л'Авенир
2-й Чемпионат Европы среди молодёжи в индивидуальной гонке
2011
5-й Тур Чехии
9-й Тур Болгарии
1-й этапы 3 и 7
2013
1-й Этап 3(TTT) Тур Фьордов
2014
1-й Этап 1(ITT) Гран-при Удмуртской Правды
1-й Этап 7 Тур озера Цинхай
1-й Этап 7 Вуэльта Коста Рики
8-й Тур Кавказа
2015
2-й Майкоп — Увят — Майкоп